# Pomnik Katyński w Zielonej Górze
Pomnik Katyński w Zielonej Górze – pomnik upamiętniający ofiary zbrodni katyńskiej powstały w 1993 staraniem Lubuskiej Rodziny Katyńskiej. W dalszych latach rozbudowywany i modyfikowany.

## Historia powstania
Idea upamiętnienia ofiar stalinizmu w Zielonej Górze zrodziła się pod koniec PRL, kiedy to w 1988 na skwerze przy ul. Bohaterów Westerplatte nielegalnie postawiono kamień jako symbol zbrodni stalinowskich. W 1993 z inicjatywy osób skupionych wokół Włodzimierza Boguckiego, późniejszego prezesa Lubuskiej Rodziny Katyńskiej, postawiono granitowy głaz upamiętniający ofiary stalinizmu. W 1994 zawiązał się w Zielonej Górze Komitet Katyński (od 1995 funkcjonujący jako Lubuska Rodzina Katyńska), dzięki jego staraniom na głazie 5 marca 1994 posadowiona została tablica z napisem: OFIAROM STALINIZMU – SOLIDARNOŚĆ. Tablica ta wielokrotnie była niszczona, ostatecznie bezpowrotnie zniknęła. Wówczas postanowiono miejsce to przeznaczyć pod Obelisk Katyński. Zaczęto zwozić duże granitowe głazy. Wystąpiono do władz miasta o lokalizację i zezwolenie na budowę Obelisku Katyńskiego. 10 kwietnia 2003 Obelisk Katyński wzbogacono o wizerunek z mosiądzu Matki Bożej Katyńskiej, poświęcony przez przybyłego na uroczystość ks. prałata Zdzisława Peszkowskiego. Po zdewastowaniu pomnika w 2004, nowy, zmodyfikowany Obelisk Katyński został odsłonięty 22 kwietnia 2005. W miejsce zniszczonego drewnianego krzyża pojawił się krzyż metalowy, postawiono też 6-tonowy głaz. W 2017 na prośbę Lubuskiej Rodziny Katyńskiej Obelisk Katyński został zmodernizowany przez zielonogórskiego artystę Roberta Tomaka. Na miejscu trzech krzyży pozostał jeden krzyż w prostej formie z grafitową formą.

## Opis
Pomnik składa się z dominującego krzyża oraz trzech głazów. Na największym, środkowym głazie znajduje się wizerunek Orderu Virtuti Militari pod nim napis KATYŃ, a niżej tablica z napisem:

POLAKOM ROZSTRZELANYM W ZSRR PRZEZ NKWD.
 A.D. 2005 RODACY ORAZ LUBUSKA RODZINA KATYŃSKA.

Na lewym głazie znajduje się tablica:

KATYŃ, CHARKÓW, MIEDNOJE, BYKOWNIA, ?????.

Na prawym głazie znajduje się wizerunek Matki Bożej Katyńskiej.

## Lokalizacja
Pomnik został wzniesiony w centrum miasta na skwerze przy ul. Bohaterów Westerplatte w Zielonej Górze.